# Бубри

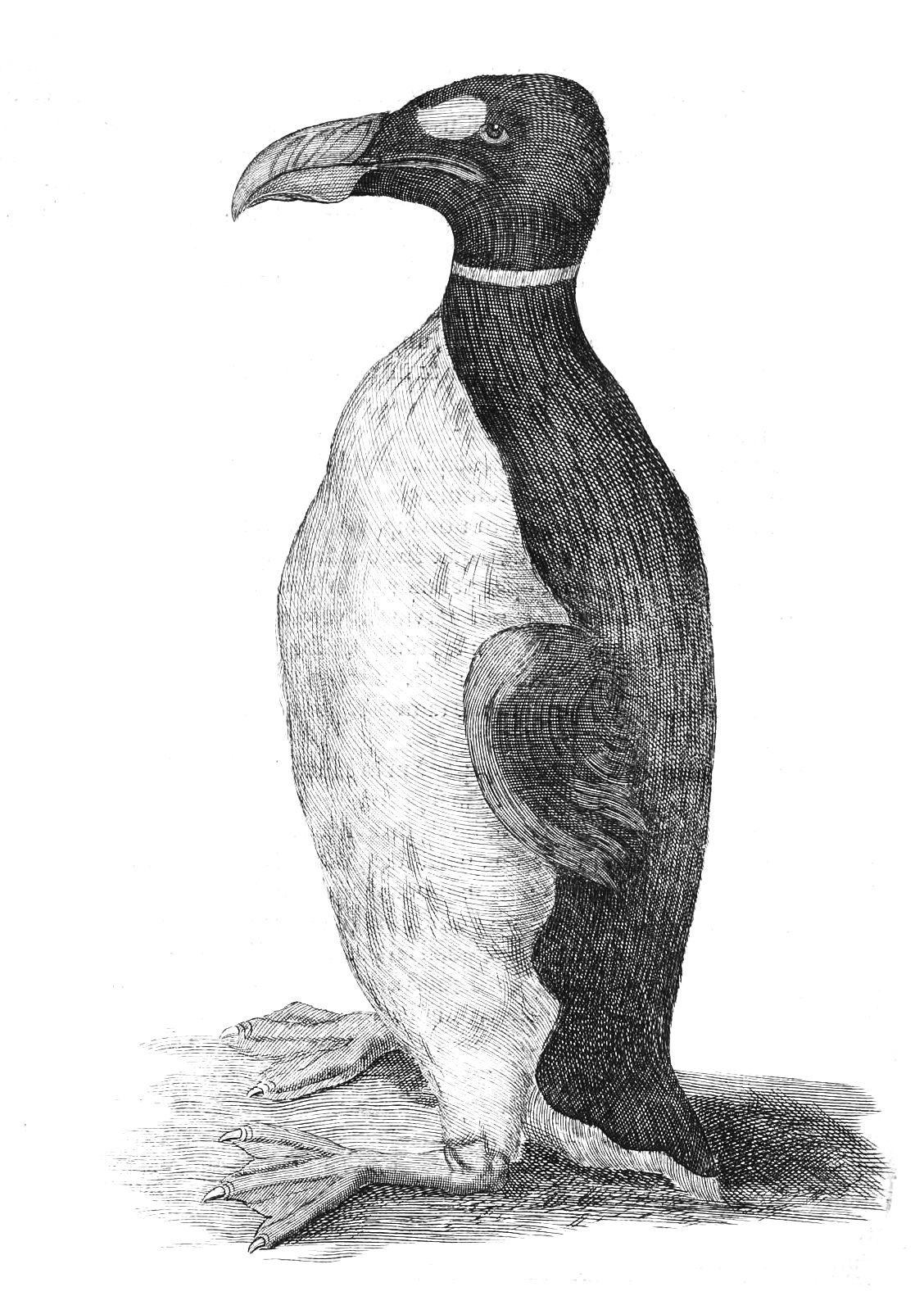
Бескрылая гагарка, которая могла послужить источником происхождения легенды о бубри

Бубри (boobrie) — мифологический оборотень, обитающий в лохах западного побережья Шотландии. Обычно принимает обличье гигантской водоплавающей птицы, напоминающей баклана, пингвина или черноклювую гагару, но может также материализовываться в форме различных прочих мифологических созданий, таких, как водяной бык.
Как правило, это зловредное существо, охотящееся на перевозимый на кораблях скот, однако любит также и выдр, которых потребляет в значительном количестве. В своей материализации как водяной лошади способно скакать по поверхности озера, как по суше. В летние месяцы изредка является в виде крупного насекомого, сосущего у лошадей кровь.
Фольклорист Джон Кэмпбелл предположил, что описания внешнего облика бубри могут быть основаны на наблюдениях за бескрылой гагаркой. Издаваемое бубри мычание, больше похожее на бычье, может иметь происхождение от звука обычной выпи, которая в Шотландии редка.

## Этимология
- Слово boobrie может происходить от boibhre, обозначающего дарителя или дарение коровы[2]. Шотландский лексикограф Эдвард Двелли[англ.] приводит значение tarbh-boidhre — «чудище, демон» и «бог, способный менять себя во множество форм»; вариант написания в северных графствах — tarbh-aoidhre[3]. Более простой компонент tarbh в качестве отдельного слова определяется Дуэлли как «бык». Собиратели сказок использовали различное написание второй компоненты, у некоторых она даже не совпадала в их собственном воспроизведении. Так, собиратель кельтского фольклора Джордж Хендерсон[англ.] использовал пять альтернатив: bo’eithre, boidhre, bo-oibhre, eithre и fhaire. Среди прочих вариантов написания, использованных другими писателями, имеются aoidhre, baoighre, baoidhre, boidhre, eighre и oire.

## Народные поверья

### Описание и общие атрибуты
Изучение фольклора, особенно кельтской устной традиции, началось в XIX в., тогда же было выявлено несколько «странных» и не очень знакомых зверей, в том числе бубри. Это, как правило, недоброжелательное существо со способностью материализовываться в виде различных мифических существ. Обычно оно охотится на животных, перевозимых на судах, предпочитает телят, но также с удовольствием поедает ягнят и овец, унося свою добычу подальше на глубину. Очень любит выдр, которых потребляет в больших количествах.
В своем излюбленном птичьем проявлении бубри напоминает гигантскую черноклювую гагару или баклана, но с белыми отметинами Согласно Джону Кэмпбеллу, в одном подробном описании его размеров, полученном из заслуживающего доверия источника, утверждается, что оно «больше, чем семнадцать самых больших орлов вместе». У него крепкий чёрный клюв, последние 5 дюймов (130 мм) которого сходят на конус, как у орла. Шея имеет длину почти 3 фута (0.91 м) и обхват чуть менее, чем 2 фута (0.61 м). Короткие черные мощные ноги заканчиваются перепончатыми лапами с гигантскими когтями. Отпечаток следа бубри, оставленный в грязи у некоего озера, равнялся «расстоянию между рогами большого благородного оленя». При недовольстве оно шумно мычит, скорее как бык, нежели как птица. Устройство его крыльев более способствует плаванию, чем полету. Кэмпбелл говорит, что в своей птичьей форме оно обладает способностью «заставить перепуганного священника позабыть о своем достоинстве». Ненасытный аппетит бубри к скоту представлял местным фермерам угрозу, поскольку скот для них служил основным средством пропитания и дохода.
Хотя морские лохи являются естественным местом обитания бубри, они прячутся и на суше в зарослях вереска. Рассказы об их естественной среде противоречивы. Кэмпбелл утверждает, что они живут исключительно в лохах Аргайлшира. С ним согласен и профессор Джеймс Маккиллоп. С другой стороны, писатели Катарин Мэри Бриггс и Патриция Монахан оценивают диапазон его распространения как более широкий шотландский Хайленд, хотя Бриггс иногда также выделяет Аргайлшир. В недатированной рукописи Кэмпбелла отмечается, что бубри несколько лет никто не видел, возможно, из-за интенсивного сжигания вереска в зоне его распространения.

#### Альтернативные проявления
Являясь в виде водяной лошади, существо может скакать по поверхности воды; звук от копыт, бьющих по воде, такой же, как звук галопирования по твердой поверхности.
Хендерсон воспроизводит фрагменты рукописей Кэмпбелла в своих «Пережитках веры среди кельтов» (1911). Среди них история, обозначенная как «Бубри как tarbh uisge». Сказка начинается с описания того, как человек по имени Эахан откормил огромнейшего чёрного быка и обнаружил, что тот корчится от боли и, возможно, близок к смерти на берегу Лох-нан-Добран, на западном побережье Аргайла. Через несколько месяцев его подругу Феми начинают время от времени беспокоить неуловимые тени, которые она чувствует около лоха, и которые она связывает с Мёрдоком, её бывшим ухажером. Как-то вечером она сидела в хижине возле озера, мечтая об Эахане, и ощутила проблеск тени позади, и на этот раз это был Мердок. Он быстро одолел её, завернув в одеяло и связав руки. Тут на помощь к Феми пришёл водяной бык и сбил Мердока на землю. Затем бык опустился на колени дал Феми сесть себе на спину и доставил её до дома её матери со скоростью света. Бык исчез, и больше его никто не видел, но «в воздухе был слышен громкий звук». Это было стихотворение на гэльском языке, переводящееся как
Мне помог юноша,

А я помог девушке в беде;

Теперь после трех сотен лет рабства

Скорей освободи меня.
Далее утверждалось, что сказка «раскрывает настойчивую народную веру в идею метаморфоз, в которой бубри является обиталищем духа».
Бубри может проявляться также в виде большого насекомого, сосущего у лошадей кровь. Хендерсон говорит о нём как о «большом полосатом коричневом gobhlachan'е или уховертке». В такой форме его видели редко, обычно только в разгар лета, в августе и сентябре.

### Пленение и охота
Один фермер с сыном пахали поле на острове Малл рядом с озером Лох-Фрейза на упряжке из четырёх лошадей, но одна из них потеряла подкову, и работа застопорилась. Заметив, что неподалеку пасется лошадь, они решили использовать её в качестве замены. Её запрягли в деревянный плуг, и, казалось, лошадь была знакома с этой работой и сначала работала стабильно. Когда же она пошла в направлении лоха, то забеспокоилась, и фермер слегка её подхлестнул. Она тут же превратилась в гигантского бубри, издала громкий рев и нырнула в озеро, потянув за собой плуг и вместе с ним ещё три лошади. Испуганный фермер и его сын видели, как существо поплыло к центру лоха и нырнуло под воду, утащив вместе с собой других лошадей и плуг. Даже через семь часов никаких признаков лошадей не было.
В истории, записанной Джоном Кэмпбеллом в Килберри, однажды холодным февральским днем один охотник увидел в морском лохе бубри в виде птицы и попытался её подстрелить. Человек зашёл в воду по плечи, но когда он был примерно в 85 ярдов (78 м) от создания, оно нырнул под воду. Охотник был в воде сорок пять минут, потом вернулся на берег, где безуспешно ожидал, пока бубри вынырнет, ещё шесть часов. Точного местонахождения лоха дано не было.

## Происхождение
Кэмпбелл предполагает, что описания бубри могли появиться вследствие наблюдений за бескрылой гагаркой. Он отмечал, что истории об этом создании ему рассказывали разные люди, и расценивал его как «реально существующее в народном сознании». Он считал, что история о бубри в его проявлении как водяной лошади напоминает скандинавский миф о «пахоте асов». Хендерсон, ссылаясь на словарь Форбса «Гэльских названий животных» 1905 года, в котором bubaire определяется как обычная выпь, и на подробное описание болотного быка (другое название выпи), данное Джеймсом Лоджи Робертсоном в «The Scotsman» в 1908 г., предполагает, что бубри может происходить от выпи. Говоря о «странных диких звуках», издаваемых выпью, и подчеркивая её ночной и утренний «глухой дикий крик», он описывает его как напоминающий мирно мычащий скот, особенно во время сезона размножения этих птиц. Записи показывают, что в Шотландии эта птица была редкой, но её все же замечали в первом десятилетии XX в., хотя увидеть выпь считалось предвестием смерти или несчастья.